# Корш, Аарон
Аарон Корш ( (англ.), род. 7 ноября 1966, Нью-Йорк, США) — американский сценарист и продюсер, известный как создатель телесериала «Форс-мажоры» (Suits).

## Биография
Корш родился в США и окончил Университет Пенсильвании, где изучал экономику.
До того как стать сценаристом, Аарон Корш работал инвестиционным банкиром. Позже он решил сменить профессию и начал писать сценарии для телевидения.
Корш участвовал в создании таких сериалов, как «Все любят Рэймонда» (Everybody Loves Raymond), «Журнал мод» (Fashion House), «Пирсон» (Pearson) и «Форс-мажоры» (Suits). В 2011 году Аарон Корш стал создателем юридической драмы «Форс-мажоры», которая получила популярность и продлилась 9 сезонов.
Позже он также работал над спин-оффом «Пирсон» и сериалом «Форс-мажоры: Лос-Анджелес», вышедшим 23 Февраля 2025 года.

### Личная жизнь
Информации о семье Аарона Корша в открытых источниках не так много. Он предпочитает держать свою личную жизнь в тайне.

### Награды и номинации
- Номинация на People’s Choice Awards за сериал «Форс-мажоры»[4].

## Фильмография

### Сценарист
Форс-мажоры: Лос-Анджелес / Suits L.A. (2025) (сериал)
Пирсон / Pearson (2019) (сериал)
Форс-мажоры / Suits (2011—2019) (сериал)
В паутине закона / The Deep End (2010) (сериал)
Девять месяцев из жизни / Notes from the Underbelly (2007—2010) (сериал)
Лав Инкорпорейшн / Love, Inc. (2005—2006) (сериал)
Журнал мод / Just Shoot Me! (1997—2003) (сериал)
Все любят Рэймонда / Everybody Loves Raymond (1996—2005) (сериал)

### Продюсер
Форс-мажоры: Лос-Анджелес / Suits L.A. (2025) (сериал)
Пирсон / Pearson (2019) (сериал)
Форс-мажоры / Suits (2011—2019) (сериал)